# Portada/efemèride desembre 20
Seu actual de la Biblioteca Nacional d'Andorra.
« 19 de desembre · 20 de desembre · 21 de desembre »